# District de Salayea
Le district de Salayea est une subdivision du comté de Lofa au Liberia. 
Les autres districts du comté de Lofa sont :
- Le district de Foya
- Le district de Kolahun
- Le district de Vahun
- Le district de Voinjama
- Le district de Zorzor